# Елена Куртоні
Елена Куртоні (3 лютого 1991 , Морбеньйо, Ломбардія ) - італійська гірськолижниця, переможниця і призерка етапів Кубка світу. Спеціалізується на швидкісних дисциплінах.

## Спортивна кар'єра
У грудні 2006 року Елена вперше взяла участь у змаганнях під егідою FIS. У березні 2007 року вона виграла чемпіонат Італії серед юніорів у двох дисциплінах - слаломі та швидкісному спуску. Того ж року взяла участь у своїх перших змаганнях на Кубок Європи. Наступного сезону на Кубку Європи Куртоні здобула перші залікові бали. У березні 2008 року знову перемогла на чемпіонаті Італії серед юніорів, у слаломі. На чемпіонаті світу серед юніорів 2008 року найкращим її результатом стало 24-те місце у гігантському слаломі. Рік по тому на чемпіонаті світу серед юніорів 2009 року в Гарміш-Партенкірхені вона взяла участь у всіх спусках, а її найкращий особистий результат - одинадцяте місце в слаломі. На чемпіонаті світу серед юніорів 2010 року в регіоні Монблан вона також змагалась у всіх дисциплінах, а найкращими результатами стали восьме місце у слаломі та дев'яте місце у швидкісному спуску.
11 січня 2010 року в суперкомбінації вона здобула першу перемогу на етапах Кубка Європи і за підсумками сезону виборола перше місце в цій дисципліні. На етапах Кубка світу вона теж дебютувала у сезоні 2009-2010.
Від сезону 2010-2011 вона постійно бере участь у змаганнях на Кубок світу. Перші залікові бали набрала 19 грудня 2010 року, посівши 23-тє місце у суперкомбінації у Валь-д'Ізері. На чемпіонаті світу серед юніорів 2011 року у Кранс-Монтані вона виграла в супергіганті. Через три дні посіла шосте місце у цій дисципліні на дорослому чемпіонаті світу 2011 року в Гарміш-Партенкірхені.
16 березня 2016 року Куртоні вперше зійшла на п'єдестал пошані на етапі Кубка світу, посівши третє місце у швидкісному спуску в Санкт-Моріці.
Під час тренування на трасі гігантського слалому в Коппер Маунтін 17 листопада 2017 вона порвала хрестоподібну зв'язку правого коліна і вибула до кінця сезону, тож пропустила Олімпійські ігри 2018 .
Першу перемогу на етапах Кубка світу вона здобула 25 січня 2020 року у болгарському Бансько на трасі швидкісного спуску.

## Результати в Кубку світу
Усі результати наведено за даними Міжнародної федерації лижного спорту.

### Підсумкові місця в Кубку світу за роками
| Сезон | Вік | Загальний залік | Слалом | Гігантський слалом | Супергігант | Швидкісний спуск | Гірськолижна комбінація |
| ----- | --- | --------------- | ------ | ------------------ | ----------- | ---------------- | ----------------------- |
| 2011  | 20  | 53              | —      | —                  | 23          | 43               | 21                      |
| 2012  | 21  | 40              | —      | 47                 | 11          | 48               | 15                      |
| 2013  | 22  | 38              | —      | 29                 | 19          | 44               | 7                       |
| 2014  | 23  | 75              | —      | 37                 | 35          | —                | —                       |
| 2015  | 24  | 44              | —      | 33                 | 16          | —                | 18                      |
| 2016  | 25  | 23              | —      | 25                 | 15          | 16               | 23                      |
| 2017  | 26  | 17              | —      | 26                 | 4           | 30               | 20                      |
| 2018  | 27  | 126             | —      | 52                 | —           | —                | —                       |
| 2019  | 28  | 57              | —      | —                  | 21          | 35               | —                       |
| 2020  | 29  | 15              | —      | —                  | 11          | 6                | 10                      |
| 2021  | 30  | 14              | —      | 18                 | 10          | 9                | —                       |
| 2022  | 31  | 7               | —      | —                  | 3           | 13               | —                       |

Станом на 20 грудня 2021

### П'єдестали в окремих заїздах
- 1 перемога – (1 ШС)
- 7 п'єдесталів – (3 DH, 4 СГ);

| Сезон | Дата            | Місце проведення          | Дисципліна       | Місце |
| ----- | --------------- | ------------------------- | ---------------- | ----- |
| 2016  | 16 березня 2016 | Ст. Моріц (Швейцарія)     | Швидкісний спуск | 3-тє  |
| 2017  | 18 грудня 2016  | Валь-д'Ізер (Франція)     | Супергігант      | 3-тє  |
| 2017  | 25 лютого 2017  | Кранс-Монтана (Швейцарія) | Супергігант      | 2-ге  |
| 2020  | 25 січня 2020   | Бансько (Болгарія)        | Швидкісний спуск | 1-ше  |
| 2021  | 23 січня 2021   | Кранс-Монтана (Швейцарія) | Швидкісний спуск | 3-тє  |
| 2022  | 12 грудня 2021  | Ст. Моріц (Швейцарія)     | Супергігант      | 2-ге  |
| 2022  | 19 грудня 2021  | Валь-д'Ізер (Франція)     | Супергігант      | 3-тє  |

## Результати на чемпіонатах світу
Усі результати наведено за даними Міжнародної федерації лижного спорту.
| Рік  | Вік | Слалом | Гігантський слалом | Супергігант | Швидкісний спуск | Гірськолижна комбінація |
| ---- | --- | ------ | ------------------ | ----------- | ---------------- | ----------------------- |
| 2011 | 20  | —      | —                  | 6           | —                | 16                      |
| 2013 | 22  | —      | —                  | 18          | —                | 13                      |
| 2015 | 24  | —      | —                  | 10          | —                | НФ1                     |
| 2017 | 26  | —      | —                  | 5           | —                | НФ2                     |
| 2021 | 30  | —      | НС2                | 18          | 8                | 4                       |